# Liebes Tagebuch…
Liebes Tagebuch… (Originaltitel: Caro diario) ist ein italienischer Spielfilm aus dem Jahr 1993, in dem dessen Regisseur Nanni Moretti zugleich die Hauptrolle spielt.

## Inhalt
Der Film gibt drei Episoden aus dem Leben des Hauptdarstellers Nanni Moretti wieder, die er in seinem Tagebuch niedergeschrieben hat. 
1. Auf der Vespa, spielt während des Sommers in Rom. Die Stadt wirkt sehr menschenleer, weil viele Einwohner in den Ferien sind. Zum Kummer von Moretti sind deshalb auch die meisten Kinos geschlossen oder bringen nur Sexfilme, billige Horrorstreifen oder italienische Filme. Der geliebte Kinobesuch wird so im Sommer zur Qual. Lieber fährt Moretti mit seiner Vespa durch Rom und sieht sich die Häuser an. Sein Lieblingsviertel ist Garbatella, ein Stadtteil im Süden Roms, der zwischen 1920 und 1929 gebaut wurde.
2. Die Inseln: Darin möchte sich Moretti, der Ruhe braucht zum Arbeiten an einem neuen Filmprojekt, zu einem Freund nach Lipari begeben. Aber die erhoffte Ruhe bleibt aus, weil die Insel im Verkehr erstickt. So fahren die beiden weiter nach Salina, dann nach Stromboli, Panarea und schließlich nach Alicudi, wo es nur wenige Menschen, keine Straßen und keine Elektrizität gibt. Hier finden sie Ruhe, zu viel Ruhe.
3. Die Ärzte, behandelt eine Hautkrankheit Morettis, die er mit allen möglichen Mitteln und einer Unzahl von unfähigen Ärzten zu behandeln versucht. Die Krankheit erweist sich schließlich als eine Form von Krebs, die geheilt werden kann.

## Analyse
Wie in den meisten Filmen Nanni Morettis kommt es auch in Caro Diario zu einer Durchmischung fiktiver und autobiographischer Elemente. Tragend für den Film sind dabei immer wieder komische Situationen, die Moretti erlebt oder selbst herbeiführt. Daneben ist dieser Film in seinem ersten Teil auch eine Hommage an Rom, obwohl von den Berühmtheiten der Stadt nichts zu sehen ist und auch gerade die Hässlichkeiten Roms gezeigt werden, etwa mit den Neubauvierteln oder aber am Strand, auf der Suche nach dem Ort, an dem Pier Paolo Pasolini ermordet wurde.

## Kritik
Das Lexikon des internationalen Films sah eine „zeitgenössische, ebenso spielerische wie verspielte Odyssee, die geprägt ist von liebenswürdiger (Be-)Sinnlichkeit und intelligentem Witz.“

## Auszeichnungen
- 1994: Preis für die beste Regie an Nanni Moretti bei den Internationalen Filmfestspielen Cannes 1994
- 1994: David di Donatello in den Kategorien Bester italienischer Film und beste Musik
- 1994: Europäischer FIPRESCI-Preis